# Adele Hartmann
Adele Caroline Auguste Hartmann (* 9. Januar 1881 in Neu-Ulm; † 15. Dezember 1937 in München) war eine deutsche Ärztin und die erste habilitierte Frau im Deutschen Reich.

## Leben
Die Tochter einer Offiziersfamilie wurde 1887 in München eingeschult und besuchte von 1888 bis 1892 die Volksschule in Speyer sowie 1892/1893 eine Privatschule in Berlin. Nach Umzug der Familie nach München beendete sie ihre Schulausbildung 1898 am dortigen Max-Joseph-Stift mit einem Lehrerinnenabschluss für Französisch. Anschließend war sie zwei Jahre als Erzieherin in Großbritannien tätig. Nach ihrer Rückkehr nach Bayern erwarb sie im Jahr 1900 in Speyer den Lehrerinnen-Abschluss für Englisch. Da sich ihr Vater ihrem Wunsch, das Abitur abzulegen, widersetzte, musste sie bis zur Volljährigkeit im Jahr 1903 warten, bevor sie ihre Ausbildung entsprechend fortsetzen konnte. Die Abiturprüfung legte sie 1906 am Ludwigsgymnasium in München erfolgreich ab.
Im Anschluss immatrikulierte sie sich an der Ludwig-Maximilians-Universität im Fach Medizin, wo sie am 19. Dezember 1911 die medizinische Staatsprüfung bestand. Nach dem praktischen Jahr erhielt sie am 20. Dezember 1912 ihre Approbation. Als Bewertung erhielt sie am Ende ihres Studiums die Note „sehr gut“.
Aufgrund ihres Engagements, was sie neben dem Umstand, dass damals nur wenige Frauen studierten, aus der Masse der Studenten hervorhob, erhielt sie am 1. Mai 1909 eine Hilfsassistentenstelle an der Anatomischen Anstalt für Histologie und Embryologie der LMU. Ab dem 1. Juni 1913 wurde die Hilfsassistentenstelle in eine Assistentenstelle umgewandelt. Ebenfalls 1913 legte Hartmann ihre Dissertation „Zur Entwicklung der Bindegewebsknochen“ vor, für die sie die Note summa cum laude erhielt. Ab 1915 arbeitete sie an ihrer Habilitationsschrift „Die Entstehung der ersten Gefäßbahnen bei Embryonen urodeler Amphibien bis zu Rückbildung des Dotterkreislaufes“. Diese verfasste sie bereits bevor die Weimarer Reichsverfassung dahingehend geändert wurde, dass Frauen habilitieren dürfen. Während des Ersten Weltkriegs musste Hartmann zusätzlich Aufgaben von Kollegen übernehmen, die kriegsbedingt ausgefallen waren. Für ihren Einsatz wurde sie 1917 mit dem König Ludwig-Kreuz ausgezeichnet.
Ihre Habilitationsschrift wurde 1918 von der medizinischen Fakultät der LMU angenommen – zum ersten Mal war damit einer Frau im Deutschen Reich die Lehrbefähigung für Hochschulen bescheinigt worden. Gegen die politische Vereinnahmung – ihre Habilitation war vom Vorwärts als Ergebnis der Revolution interpretiert worden – setzte sie sich zur Wehr. Am 20. Dezember 1918 hielt sie ihre Antrittsvorlesung und ab 1919 war sie als Privatdozentin an der LMU tätig.
Im Jahr 1927 erkrankte sie an Brustkrebs und musste daher ihre Lehrtätigkeit unterbrechen. Im Jahr 1932 wurde sie Konservatorin der Anatomischen Anstalt in München. Nachdem sie bereits 1935 einen längeren Erholungsurlaub im Ausland verbracht hatte, starb Adele Hartmann am 15. Dezember 1937 in München.
Hartmann forschte unter anderem auf dem Gebiet der Nierenentwicklung sowie der Wirkung von Röntgen- und Kathodenstrahlung.

## Auszeichnungen und Ehrungen
Die Stadt München würdigte sie mit der Benennung der Adele-Hartmann-Straße im Jahr 2002. In der Stadt Illertissen ist die Adele-Hartmann-Straße nach ihr benannt.
Die Ludwig-Maximilians-Universität München hat ein „Adele-Hartmann-Programm“ zur Steigerung ihrer Attraktivität bei der Berufung von herausragenden W2-Professorinnen aufgelegt.